# Абхазско-вануатские отношения
Абхазско-вануатские отношения начались с признанием Вануату независимости Абхазии 23 мая 2011 года. В этот день было подписано совместное заявление об установлении дипломатических отношений. Однако точный характер признания был предметом спора и не был урегулирован до 2015-19 года.
Вануату стало пятым государством — членом ООН, признавшим Абхазию, и первым из них, не признавшим независимость Южной Осетии.

## История
Первоначальное установление отношений (Май 2011)
23 мая 2011 года лидер народного движения Нагриамель и Джона Фрума Верховный вождь Те Моли Венаос Мол Сакен Гойсет выступил с заявлением в адрес народа Абхазии о признании независимости. Неделю спустя правительство Вануату выразило соболезнования Абхазии в связи с кончиной президента Сергея Багапша. Вануату заверила правительство Абхазии в том, что заложенные покойным президентом основы для установления политических и экономических отношений между государствами будут и впредь процветать. В тот же день в интервью телеканалу Russia Today министр иностранных дел Абхазии Максим Гвинджиа объявил, что Вануату признала независимость Абхазии и что установлены дипломатические отношения. Дипломатическое соглашение было подписано 23 мая 2011 года премьер-министрами Абхазии Сергеем Шамбой и Вануату Сато Килманом, а также был установлен безвизовый режим между двумя странами. По словам Гвинджии, переговоры велись тайно в течение нескольких месяцев и обмен документами осуществлялся при помощи авиасообщения.
Несмотря на то, что 3 июня 2011 года постоянный представитель Вануату в ООН Дональд Калпокас первоначально отрицал данный факт, признание независимости Абхазии было подтверждено правительством Вануату 7 июня и копия договора была опубликована.
Попытка Натапеи отмены признания (июнь 2011) и последующее подтверждение
16 июня 2011 года Главный судья Вануату Винсент Лунабек постановил, что, поскольку выборы Сато Килмана на пост премьер-министра в декабре 2010 года не были проведены тайным голосованием, они нарушили статью 41 Конституции Вануату, и он вновь назначил Эдварда Натапея временным премьер-министром. 17 июня Натапеи объявил, что он отзывает признание Вануату Абхазии и что он будет стремиться установить отношения с Грузией. Однако неделю спустя Сато Килман был переизбран премьер-министром, и в ноте от 1 июля 2011 года министр иностранных дел Вануату Альфред Карло сообщил правительству Абхазии, что Кабинет министров Вануату «проголосовал за поддержку Республики Абхазия в установлении дипломатических и финансовых связей». В записке также подтверждается, что первоначальный меморандум, подписанный 23 мая премьер-министрами обеих стран, отстаётся в силе. Признание Вануату Абхазии было вновь подтверждено Карло 12 июля, выразившим желание Вануату установить дипломатические отношения с Абхазией, и 7 октября правительством Вануату.
Отношения между странами
Один из решительных сторонников признания независимости Абхазии Вануату Те Моли Венаос Мол Сакен Гойсет был назначен послом Вануату в России и по совместительству, в ряде других стран, в том числе и в Абхазии.
28 сентября 2011 года назначенный в Абхазию посол Вануату Те Моли Венаос Мол Сакен Гойсет поздравил нового президента Абхазии Александра Анкваба с инаугурацией.
Установление дипломатических отношений с Грузией в рамках Carcasses (2013)
18 марта 2013 года министр иностранных дел Вануату Джонни Коанапо заявил, что дипломатические отношения с Абхазией так и не были установлены. Он заявил, что по поводу намерений правительства Вануату возникла путаница, вариант установить дипломатические отношения с Абхазией рассматривался, но окончательного решения по этому поводу принято не было. Министерство иностранных дел Абхазии отреагировало на это заявление, сообщив, что Абхазия не получала никакого официального уведомления о разрыве дипломатических отношений между двумя странами и что „признание Республики Абхазия является необратимым“. 20 мая 2013 года Грузия заявила, что новый премьер-министр Вануату Моана Калосил подтвердил, что Вануату отозвала своё признание Абхазии. Однако, на следующий день заместитель министра иностранных дел Абхазии Ираклий Хинтба ответил, что никакого решения об отмене дипломатических отношений между Абхазией и Вануату принято не было, и что заявления Калосила были лишь его личной точкой зрения. 12 июля 2013 года Грузия и Вануату подписали соглашение об установлении дипломатических и консульских отношений, в котором, в частности, говорится: „Республика Вануату признаёт территориальную целостность Грузии в пределах своих международно признанных границ, включая её регионы — Абхазию и Цхинвальский Регион/Южную Осетию“. В то время как президент Грузии Михаил Саакашвили поблагодарил правительство Вануату за отзыв признания, министр иностранных дел Абхазии Вячеслав Чирикба настаивал на том, что Вануату официально не отозвала своё признание Абхазии.
30 марта 2015 года, во время визита министра иностранных дел Вануату Сато Килмана в Москву для обсуждения помощи после циклона Пэм, состоялась его встреча с абхазским коллегой Вячеславом Чирикбой. Собеседники выразили желание укрепить двусторонние отношения, а Чирикба выразил соболезнования и предложил помощь Абхазии в ликвидации последствий катастрофы. 31 марта российское новостное агентство «РИА Новости» спросило Килмана, признаёт ли Вануату независимость Абхазии как и прежде, на что тот ответил, что ничего не изменилось в отношении признания Вануату Абхазии в 2011 году, однако, правительство Вануату решило установить дипломатические отношения с Грузией, а не с Абхазией. При этом добавил, что не считает дипломатические отношения с Абхазией и Грузией несовместимыми, и надеется, что дипломатические отношения с Абхазией вскоре будут формализованы. В июне 2015 года Килман был уволен с поста министра иностранных дел, отчасти по причине этой встречи, а премьер-министр Вануату Джо Натуман заявил, что  позиция правительства Вануату заключается в том, что Абхазия является частью Грузии.

## Межгосударственные договоры
- Совместное заявление об установлении дипломатических отношений[1][2]
- Соглашение о безвизовом режиме[9]
- Соглашение о сотрудничестве в области культуры, торговли и банковского сектора (в процессе подготовки)[43]

## Послы
- Посол Вануату в Абхазии: представитель Вануату в России и восточно-европейских странах Те Моли Венаос Мол Сакен Гойсет[25][44][45].
- Посол Абхазии в Вануату: посол по особым поручениям Абхазии в Азиатско-Тихоокеанском регионе Юрис Гулбис[46], резиденция на Фиджи.